# Pietro Castrucci

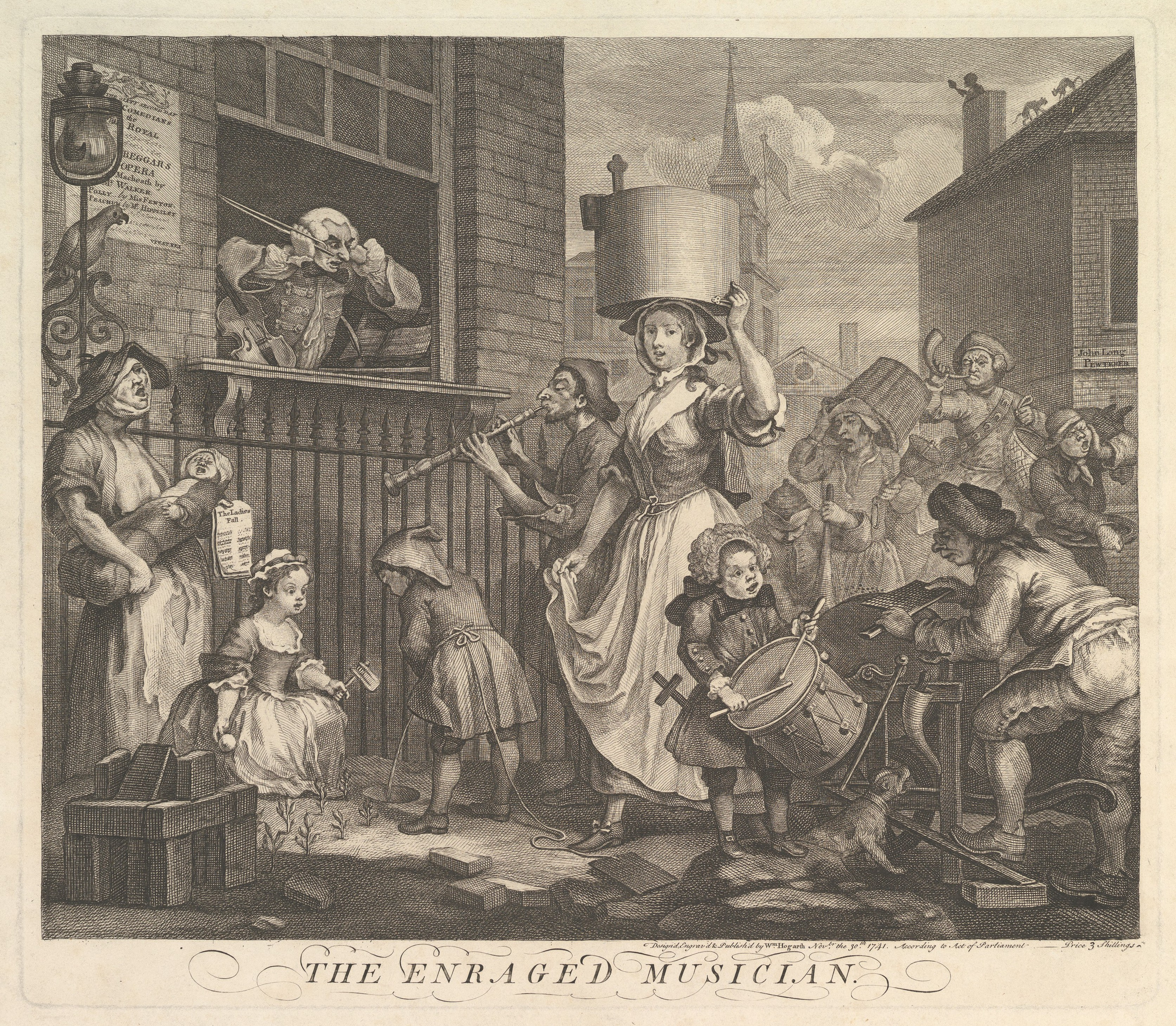
William Hogarth, 1741: "The Enraged Musician", möglicherweise eine Karikatur von Castrucci.

Pietro Castrucci (* 1679 in Rom; † 7. März 1752 in Dublin) war ein italienischer Violinist und Komponist im Übergang zwischen Barockmusik und Vorklassik.

## Leben
Pietro Castrucci war vermutlich wie auch sein Bruder Prospero Castrucci (1690–1760) ein Schüler von Arcangelo Corelli. Georg Friedrich Händel lernte die beiden Brüder bereits während seines Italienaufenthaltes kennen. Beide standen in Diensten von Kardinal Ottoboni und traten danach in den Dienst von Lord Burlington. Diesem kündigten  sie 1720, um in Händels Londoner Opernorchester zu wechseln. Hier war Pietro bis 1742 Mitglied und bis 1737 als Konzertmeister tätig.
Castrucci gilt als der Erfinder der Violetta marina. Diese kleine Bratsche mit zusätzlichen Resonanzsaiten, in seiner Zartheit vielleicht der Viola d’amore nicht unähnlich, hatte den Umfang einer gewöhnlichen Viola. In der Arie "Già l'ebro mio ciglio" in der Oper Orlando komponierte Händel für die Castrucci-Brüder einen Part für dieses Instrument. Die obere Violetta marina erreicht im Händelschen Satz in der Höhe das zweigestrichene Es, die untere in der Tiefe das kleine c.

## Werke
- Op. 1: 12 Sonate a Violino e Violone o Cembalo (Amsterdam, 1718)
- Op. 2: 12 Sonate a Violino e Violone o Cimbalo (London)

Op. 1 und Op. 2 folgen dem Stil seines Lehrers Corelli.
- Op. 3: 12 Concerti Grossi (London 1736), die stilistisch zwischen Corellis Op. 6 und denen von Francesco Geminiani einzuordnen sind. Öfters baut Castrucci für die Zeit unübliche, originelle Ideen ein, zum Beispiel eine Echo-Concertino-Gruppe im Concerto grosso Nummer 12.
- 12 Sonate a Flauto traverso o Violino o Hautbois e Basso continuo, die er 1731 gemeinsam mit Geminiani veröffentlichte.
- Sonata a Violino e Basso continuo in A (Manuskript, Schranck No: II)
- 4 Sonate in Six Sonate a une Flute & une Basse choisis des derniers ouvrages solo de la Composition de Messieurs Geminiani & Castrucci (Amsterdam)

Die Concerti grossi wurden 2001 vom „Händel-Festspielorchester Halle“ unter der Leitung von Anton Steck aufgeführt und auf CD herausgebracht.